# Andy J. Forest
Andy J. Forest (Pullman, 10 maggio 1955) è un chitarrista, armonicista, cantante attore, pittore e scrittore statunitense.
Nella sua carriera ha pubblicato 18 album e partecipato a festival come il Montreux Jazz Festival, il Pistoia Blues Festival, il San Severino Blues, l'Ottawa Blues Festival, l'Amsterdam Blues Festival, il Cognac Blues Passions, il New Orleans Jazz and Heritage Festival e tantissimi altri. La sua partecipazione a questi eventi gli ha dato modo di suonare con prestigiosi bluesmen, in patria o quando questi erano in trasferta in Europa. Fra di essi B.B. King, Lonnie Johnson, Champion Jack Dupree, Willy DeVille, Bobby Blue Bland, Luther Allison, Taj Mahal, Matt Murphy, Johnny Winter, Albert Collins, i Canned Heat, Robert Cray, Duke Robillard e Jimmy Johnson, fino a Bruce Springsteen, per citare solo i più autorevoli.

## Biografia

### Infanzia e studi
Nato nello stato di Washington, si trasferì da piccolo con la famiglia nei pressi di Pasadena, nella California meridionale. Sin da giovanissimo si appassionò alla musica blues comprando la prima armonica a bocca all'età di 12 anni. Lasciati gli studi a sedici anni, abbandonò la California dirigendosi dapprima alle Hawaii, poi alle Isole Vergini, a New York e a New Orleans. Durante queste peregrinazioni, Forest si mantenne svolgendo i lavori più vari: marinaio, raccoglitore di cotone, elettricista e pescatore. Altrettanto eclettica è la sua formazione strumentale: oltre a cantare e suonare l'armonica a bocca, studiò chitarra, violino, basso e sassofono. Nel 1974 prese la decisione di fissare la sua residenza a New Orleans, dove abitò per tre anni durante i quali si diede al professionismo suonando con Earl King, James Booker e John Mooney, e crescendo musicalmente sotto l'influsso di Sonny Terry, Little Walter Jacobs, James Cotton, Paul Butterfield, Taj Mahal e Charlie Musselwhite.

### Bologna 1977-1981: Tra Italian Records e Fonit Cetra
Nel 1977 si rimise in viaggio, questa volta diretto in Europa, toccò l'Italia, continuando a girare per il Vecchio Continente con una breve e poco fortunata incursione in Marocco e in Senegal. In Francia prese contatto con il chitarrista malgascio Tao Ravao. Nel 1979 si trasferisce a Bologna dove entrò in contatto con la scena musicale locale e se Robi Zonca fu il contatto che lo portò in questa città, qui incontra anche altri bluesman come Joe Galullo. Quì formò la sua prima band chiamata Andy J. Forest & the Stumblers e composta da Roby Zonca (chitarra), Davide Colferrati (basso), Fabio Sorti (batteria) e Paolo Matteotti (chitarra).
Il 3 aprile 1979 Andy J. Forest partecipò al Bologna Rock, un festival che si svolse al Palasport e che vedeva sul palco i migliori gruppi dell'allora scena punk rock e new wave bolognese. Fra questi vi erano i Windopen, Gaznevada, Skiantos, Bieki, Naphta, Confusional Quartet, Luti Chroma, Frigos e Cheaters. Sempre a Bologna incise il primo album intitolato The List (1980) e pubblicato dalla Italian Records di Oderso Rubini. Fin da questo album d'esordio appare chiara quella miscela originale di Rock Blues, Cajun e Rhythm and blues che caratterizzerà lo stile e la carriera successiva di Andy J. Forest. Il tour che seguì l'album lo vide anche suonare alla prima edizione del Pistoia Blues del 1980.
Fu proprio grazie a questo disco d'esordio che Andy J. Forest ottenne un contratto con la Fonit Cetra, con la quale pubblicò il secondo album intitolato Harmonica Man nel 1981, prima di approdare definitivamente alla Appaloosa di Franco Ratti.

### 1982-1989: L'approdo alla Appaloosa
Nel 1982 Andy J. Forest tratta finalmente l'etichetta a lui più appropriata, la Appaloosa di Franco Ratti, che da qui in poi produrrà la gran parte dei suoi album. La prima produzione su questo marchio fu l'omonimo di Andy J. Forest & Snapshots, una band formata da Gary Durrett alla batteria, Davey Srb al basso, Steve Werner alla chitarra, Jim Lang all'organo e James Thompson al sassofono. Del 1983 fu invece il quarto album intitolato Hog Wild (Appaloosa). Nel 1983 incide per la Cruisin' Records di Modena un brano dal titolo L.A. Woman, di cui firma il testo come autore, insieme all'amico e collega musicista James Thompson sotto lo pseudonimo P.J. Marcus. Il brano entra nelle top ten nazionali, gettonatissimo nelle radio private e riempipista in discoteca.
Ma molte sono anche le collaborazioni di questi anni: È la sua l'armonica in tanti dischi di blues italiano dell'epoca, come anche nei brani Come un dio americano (1980) di Claudio Lolli (in Extranei), Quello che non ho (1981) di Fabrizio De André (album omonimo del 1981), nell'album Metropolis (1981) di Francesco Guccini, nel brano Affittato Blues (1984) di Vasco Rossi.
Nel 1985 Tinto Brass lo vuole come attore nella parte di Norman nel film Miranda. Inizia così la sua carriera d'attore che lo vedrà nei film Meglio baciare un cobra (1986) di Massimo Pirri, Un ponte per l'inferno (1986) di Umberto Lenzi, Capriccio (1987) di Tinto Brass e Sicilian Connection (1987) di Tonino Valerii.
Nella seconda metà degli anni '80, con una Andy J. Forest Band composta da Robi Zonca al basso, Max Cappa alla batteria, Marc Phantom alla chitarra, Pippo Guarnera al piano e Alan King al sassofono, Andy J. Forest pubblicò l'album Cat on a Hot Tin Harp (1987, Appaloosa) e poi i due album dal vivo Grooverockbluesfunk'n'roll (1989, Appaloosa) e Shuffle City - Live At The Montreux Festival '89(1989, L+R Records), registrato al Montreux Jazz Festival. Ma nel 1987 mette anche l'armonica nell'album  Barricada Rumble Beat della Gang. Nello stesso anno nasce poi la foglia Alison Julia Forest dal matrimonio con la moglie italiana.
Altre collaborazioni di questo periodo sono quelle con Gimmi Asta, Guido Toffoletti, Jack Daniel's Lovers e poi Edoardo Bennato per il quale suona l'armonica nel brano Zen dell'album Abbi dubbi (1989, Virgin).

### 1990-2001: Il ritorno a New Orleans
Tra il 1990 ed il 1991 Andy J. Forest recita ancora nei film Appuntamento in nero (1990) di Antonio Bonifacio e Caccia allo scorpione d'oro di Umberto Lenzi, prima di tornare a New Orleans, dove si esibisce in club musicali. In questi anni Forest vive tra New Orleans e l'Italia, confezionando l'album N.O.LA. (1992, Appaloosa) con una band in gran parte statunitense e molti ospiti come John Magnie, Marva Wright, George Felton e Dave Malone. Fu poi di questo periodo la partecipazione alla prima edizione del San Severino Blues, che lo vedrà più volte esibirsi anche nelle edizioni successive.
Di nuovo in Italia, alternò ai concerti e alle incisioni la stesura di un libro, Letter from Hell, pubblicato nel 1999, e la composizione di opere pittoriche di buon livello, oggi in mostra al Sonny Boy Williamson Museum di Helena, Arkansas, e al dipartimento artistico della House of Blues.

### 2002-in poi: Tra the Washboard Chaz Blues Trio e Andy J. Forest Band
Ha suonato l'armonica con il Washboard Chaz Blues Trio in un brano della colonna sonora del film Il cattivo tenente - Ultima chiamata New Orleans di Werner Herzog.
Forest si esibisce in Europa e in Nord America. La formazione europea che lo accompagna è in genere composta da Leo Ghiringhelli alla chitarra, Luca Tonani al basso e Pablo Leoni alla batteria. Negli Stati Uniti è Jack Cole il chitarrista, David Hyde il bassista e Allyn Robinson il batterista. In Canada il bluesman suona con il gruppo Monkey Junk.

## Discografia

### Album
- 1979 – The List - con Andy J. Forest and the Stumblers
- 1981 – Harmonica Man
- 1982 – Andy J Forest & Snapshots - con Andy J. Forest & Snapshots
- 1983 – Hog Wild
- 1987 – Cat on a Hot Tin Harp - con la Andy J. Forest Band
- 1989 – Grooverockbluesfunkn'roll – Live - con la Andy J. Forest Band
- 1989 – Shuffle City - Live at the Montreux Jazz Festival - con la Andy J. Forest Band
- 1992 – N.O.LA.
- 1994 – Bluesness As Usual
- 1995 – Hogshead Cheese - con Andy J. Forest & Kenny Holladay
- 1996 – Blue Orleans
- 1998 – Letter from Hell
- 1999 – Live at the Rainbow - come Andy J Forest feat. Tony D & Jerry Dugger
- 2001 – Sunday Rhumba
- 2003 – Deep Down Under (In the Bywater)
- 2006 – Real Stories - con la Andy J. Forest Band
- 2011 – Notown Story: the Triumph of Turmoil
- 2013 – Other Rooms
- 2015 – Word Shadows and Ghost Notes

### Singoli
- 1984 – Affittato Blues
- 1987 – Baby I'm Alone

## Filmografia

### Cinema
- Miranda, regia di Tinto Brass (1985)
- Meglio baciare un cobra, regia di Massimo Pirri (1986)
- Un ponte per l'inferno, regia di Umberto Lenzi (1986)
- Capriccio, regia di Tinto Brass (1987)
- Sicilian Connection, regia di Tonino Valerii (1987)
- Appuntamento in nero, regia di Antonio Bonifacio (1990)
- Caccia allo scorpione d'oro, regia di Umberto Lenzi (1991)

### Televisione
- La casa del sortilegio, regia di Umberto Lenzi – film TV (1989)